# Bujr nuur
Il Bujr nuur (in mongolo Буйр нуур) è un lago d'acqua dolce della Mongolia orientale, nella provincia del Dornod, distretto di Halhgol. Una parte minore del lago si trova anche in territorio cinese, nella prefettura Hulunbujr della Mongolia interna.
Si trova a un'altitudine di 583 m s.l.m., è lungo 33 km e largo 20 km e ha una superficie di 600 km². Ha una profondità massima di 11 m. Immissario il fiume Halh gol, emissario l'Orčun gol che sfocia a sua volta nel lago Hulun (o Dalaj nuur).
Il lago è ricco di pesci: carpe, lucci e lota lota. È uno dei pochi luoghi in Mongolia dove può essere osservato l'airone rosso.